# Bức xạ nền vũ trụ

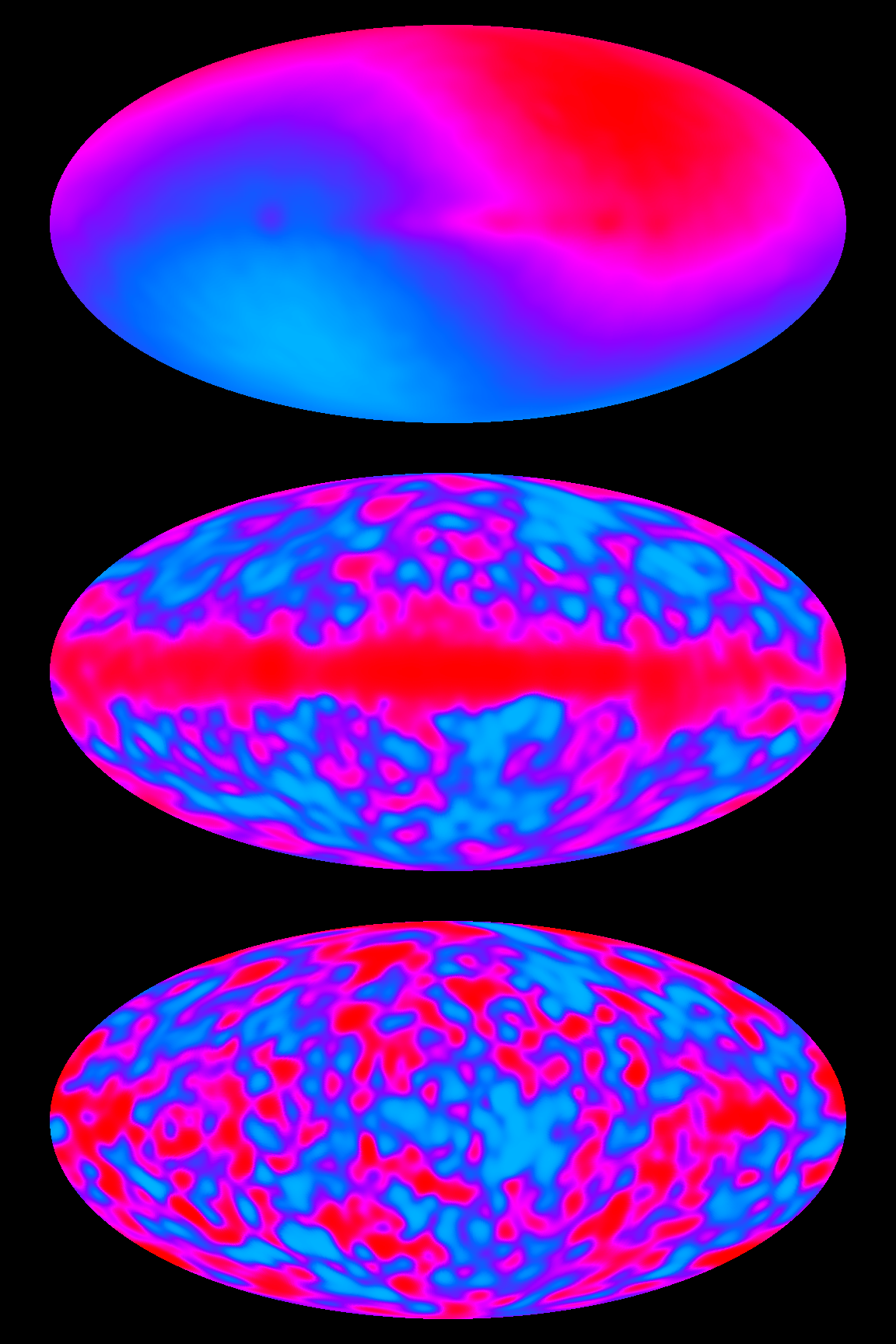
Nhiệt độ của phổ bức xạ nền vũ trụ dựa trên dữ liệu COBE: chưa hiệu chỉnh (trên cùng); được hiệu chỉnh cho số hạng lưỡng cực do vận tốc đặc biệt (peculiar velocity) của chúng ta (ở giữa); đã sửa chữa bổ sung cho những đóng góp số liệu từ thiên hà chúng ta (dưới cùng).

Bức xạ nền vũ trụ là bức xạ điện từ tràn ngập mọi không gian. Nguồn gốc của bức xạ này phụ thuộc vào vùng quang phổ được quan sát. Một thành phần là nền vi sóng vũ trụ. Thành phần này là các quang tử dịch chuyển đỏ được truyền tự do từ một kỷ nguyên khi Vũ trụ lần đầu tiên trở nên trong suốt trước bức xạ. Việc phát hiện và quan sát chi tiết các đặc tính của nó được coi là một trong những bằng chứng chính xác cho Vụ nổ lớn. Việc phát hiện ra (tình cờ vào năm 1965) bức xạ nền vũ trụ cho thấy rằng vũ trụ sơ khai bị chi phối bởi một trường bức xạ, một trường có nhiệt độ và áp suất cực cao.
Hiệu ứng Sunyaev–Zel'dovich cho thấy hiện tượng bức xạ nền vũ trụ tương tác bức xạ với các đám mây "electron" làm biến dạng quang phổ của bức xạ.
Ngoài ra còn có bức xạ nền trong phổ hồng ngoại, phổ X quang, v.v., với các nguyên nhân khác nhau và đôi khi chúng có thể được phân giải thành một nguồn năng lượng riêng lẻ. Xem bức xạ nền hồng ngoại vũ trụ và bức xạ nền X quang. Xem thêm bức xạ nền neutrino vũ trụ và ánh sáng nền xuyên thiên hà.

## Thời gian biểu các sự kiện quan trọng
1896: 
Charles Édouard Guillaume ước lượng "bức xạ của các vì sao" là 5.6 K.
1926: 
Ngài Arthur Eddington ước lượng bức xạ không phải nhiệt của ánh sáng sao trong ngân hà có nhiệt độ hiệu dụng là 3,2 K. 
Thập niên 1930:
Erich Regener tính toán được phổ phi nhiệt của các tia vũ trụ trong thiên hà có nhiệt độ hiệu dụng làf 2,8 K.
1931:
Thuật ngữ vi sóng lần đầu tiên xuất hiện trên báo chí: "Khi thử nghiệm với bước sóng thấp tới 18 cm được biết tới, điều đáng ngạc nhiên là vấn đề về sóng vi ba đã được giải quyết sớm như vậy." Telegraph & Telephone Journal XVII. 179/1"
1938:
Walther Nernst ước tính lại nhiệt độ tia vũ trụ là 0,75 K.
1946:
Thuật ngữ "vi sóng" lần đầu tiên được sử dụng trong bối cảnh thiên văn học trong bài báo "Bức xạ vi sóng từ Mặt trời và Mặt trăng" của Robert Dicke và Robert Beringer.
1946:
Robert Dicke dự đoán nhiệt độ bức xạ nền vi sóng là 20 K (tham khảo: Helge Kragh)
1946:
Robert Dicke dự đoán nhiệt độ bức xạ nền vi sóng "nhỏ hơn 20 K" nhưng sau đó sửa lại thành 45 K (tham khảo: Stephen G. Brush).
1946:
George Gamow ước tính nhiệt độ khoảng 50 K.
1948:
Ralph Alpher và Robert Herman ước tính lại ước lượng của Gamow là 5 K.
1949:
Ralph Alpher và Robert Herman lại ước tính lại ước lượng của Gamow là 28 K.
Những năm 1960:
Robert Dicke ước tính lại nhiệt độ MBR (bức xạ nền vi sóng) là 40 K (tham khảo: Helge Kragh).
1965:
Arno Penzias và Robert Woodrow Wilson đo được nhiệt độ xấp xỉ 3 K. Robert Dicke, P. J. E. Peebles, P. G. Roll và D. T. Wilkinson diễn giải rằng, bức xạ này là dấu hiệu của Vụ nổ lớn Big Bang.